# 존 모내시

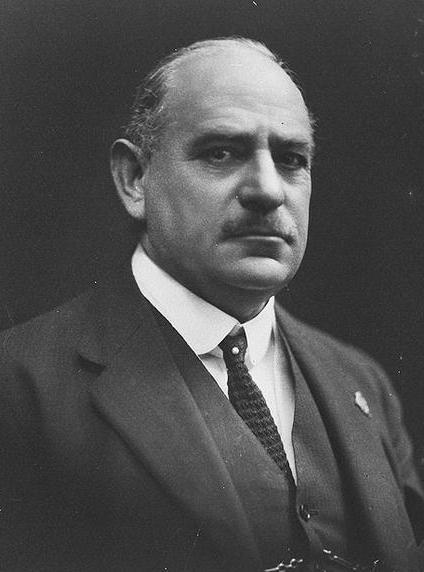

존 모내시 경(영어: Sir John Monash, GCMG, KCB, VD, 1865년 6월 27일 ~ 1931년 10월 8일)은 오스트레일리아의 군인이자 토목 기사이다. 제1차 세계 대전 당시 오스트레일리아 군의 사령관으로 활동했다.
제1차 세계 대전 전에는 제13보병여단을 통솔하였고, 전쟁 발발 직후 이집트에 주둔한 제4여단의 사령관이 되었다. 제4여단을 이끌고 갈리폴리 전투에 참가하였다. 1916년 7월에는 프랑스 서북부에서 새롭게 소집된 제3사단을 이끌었으며 1918년 5월, 서부 전선 (제1차 세계 대전)에서 가장 큰 부대였던 호주군의 사령관이 되었다. 연합군에게 승리를 안긴 1918년 8월 8일의 아미앵 전투는 모내시 장군이 작전을 세우고 모내시 장군과 아서 커리 휘하의 호주군과 캐나다군을 포함한 영국군이 선두를 맡은 전투이다. 모내시 장군은 제1차 세계 대전 중 가장 뛰어났던 장군 중 한 명으로 꼽히며 호주 역사상 가장 유명한 사령관이다.
존 모내시는 토목 기사로 일하며, 호주에 강화 콘크리트를 도입하는 데 중요한 역할을 했다. 커리어 초반에는 교량 및 철도 건설 분야에서 민간업체의 계약 중재 변호사로 일하다가 얼마간 멜버른 하버 트러스트(Melbourne Harbour Trust)에서 근무한 후, 1894년 J. T. N. 앤더슨과 컨설팅 파트너십을 맺었다. 1905년 파트너십이 종료되자 건축가 데이비드 미첼과 산업화학자 존 깁슨과 함께 '강화 콘크리트&모니어 파이프 건설 회사(Reinforced Concrete & Monier Pipe Construction Co)'를 창업했다. 1906년에는 미첼과 깁슨, 그리고 남호주의 몇몇 사업가와 함께 '남호주 강화 콘크리트 회사(S. A. Reinforced Concrete Co)'를 설립했다. 토목계에서 주도적인 역할을 하며 빅토리아주 공학자협회의 회장을 지내고 런던의 토목기술자협회 일원으로 활동했다.
1884년 대학 예비군 중대에 입대, 1887년 북멜버른 포대의 중위가 되었다. 1895년에 대위로 진급, 1897년 소령이 되었으며 1906년 정보부 중령이 되었다. 1912년 대령으로서 제13보병여단을 통솔했다.